# Archivio Provinciale di Bolzano
La Archivio Provinciale di Bolzano (in tedesco Südtiroler Landesarchiv) è il più grande archivio storico della provincia di Bolzano. Esso è stato fondato a Bolzano nel 1985.
L'Archivio Provinciale di Bolzano è un archivio pubblico della provincia di Bolzano, il quale da ufficio dell'Amministrazione provinciale è retto dalla Soprintendenza ai beni culturali. I fondi archivistici suoi provengono dal territorio provinciale nonché dall'ex contea del Tirolo, inoltre dal Trentino e dal Bundesland Tirol. L'Archivio conduce anche ricerche archivistiche e storiche, promuovendo la pubblicazione del "Tiroler Urkundenbuch", sostenendo la cronachistica altoatesina e pubblicando una propria collana bilingue dal titolo "Veröffentlichungen des Südtiroler Landesarchivs - Pubblicazioni dell'Archivio Provinciale di Bolzano".
La costituzione di un archivio provinciale è il risultato della legislazione autonomistica che, dal 1972, ha concesso alla Provincia di Biolzano diritti speciali all'interno dell'ordinamento italiano, anche in campo culturale. In questo contesto, l'Archivio Provinciale ha rilevato importanti fondi dell'Archivio di Stato di Bolzano, tra cui i registri delle imposte fondiarie e i cosiddetti Verfachbücher, diversi archivi comunali, l'Archivio Nobiliare di Bolzano e Merano, e gli archivi del Magistrato mercantile di Bolzano (Merkantilmagistrat Bozen) e dell'Ospedale di Santo Spirito di Bolzano. Presso l'Archivio sono stati centralizzati anche numerosi archivi nobiliari, tra cui quelli delle famiglie Künigl, Oberpayrsberg, Schlandersberg, Trapp, Welsberg e Wolkenstein. 
L'Archivio Provinciale supporta anche gli uffici e i dipartimenti dell'Amministrazione Provinciale di Bolzano a gestire i propri archivi; vengono inoltre identificati i fascicoli di rilevanza storica, che sono consegnati all'Archivio al termine del periodo di conservazione (di solito 10 anni). Per quanto riguarda gli archivi minori dell'Alto Adige, l'Archivio Provinciale esercita un obbligo di controllo e vigilanza ai sensi della legge provinciale n. 17 del 1985 ("Regolamento degli archivi e istituzione dell'Archivio Provinciale di Bolzano").
Presso l'Archivio è conservato il Codice Brandis.
Dal 2013 l'Archivio Provinciale collabora strettamente con il Tiroler Geschichtsverein (Associazione storica tirolese), nel cui consiglio di amministrazione è costantemente rappresentato e al quale è messo a disposizione un posto di lavoro presso l'Archivio stesso.
Nel 2018, lo storico Rolf Steininger ha mosso gravi accuse contro l'Archivio, che gli avrebbe trattenuto materiale archivistico contemporaneo indispensabile per le sue ricerche.